# Pseudopanthera carata
Pseudopanthera carata là một loài bướm đêm trong họ Geometridae.